# Marisha Pessl
Marisha Pessl, född 26 oktober 1977, är en amerikansk författare.
Pessl blev uppmärksammad redan med sin debutroman Fördjupade studier i katastroffysik (2006, svensk översättning 2007).

## Svenska översättningar
- Fördjupade studier i katastroffysik (Special topics in calamity physics) (översättning Eva Johansson, Natur och kultur, 2007)
- Nattfilm (Night film) (översättning Erik MacQueen, Natur & Kultur, 2014)
- Neverworld (Neverworld Wake) översättning Emö Malmberg, Modernista, 2018